# Acacia tortilis
La acacia de copa plana (Acacia tortilis) es un árbol espinoso de la familia de las fabáceas.

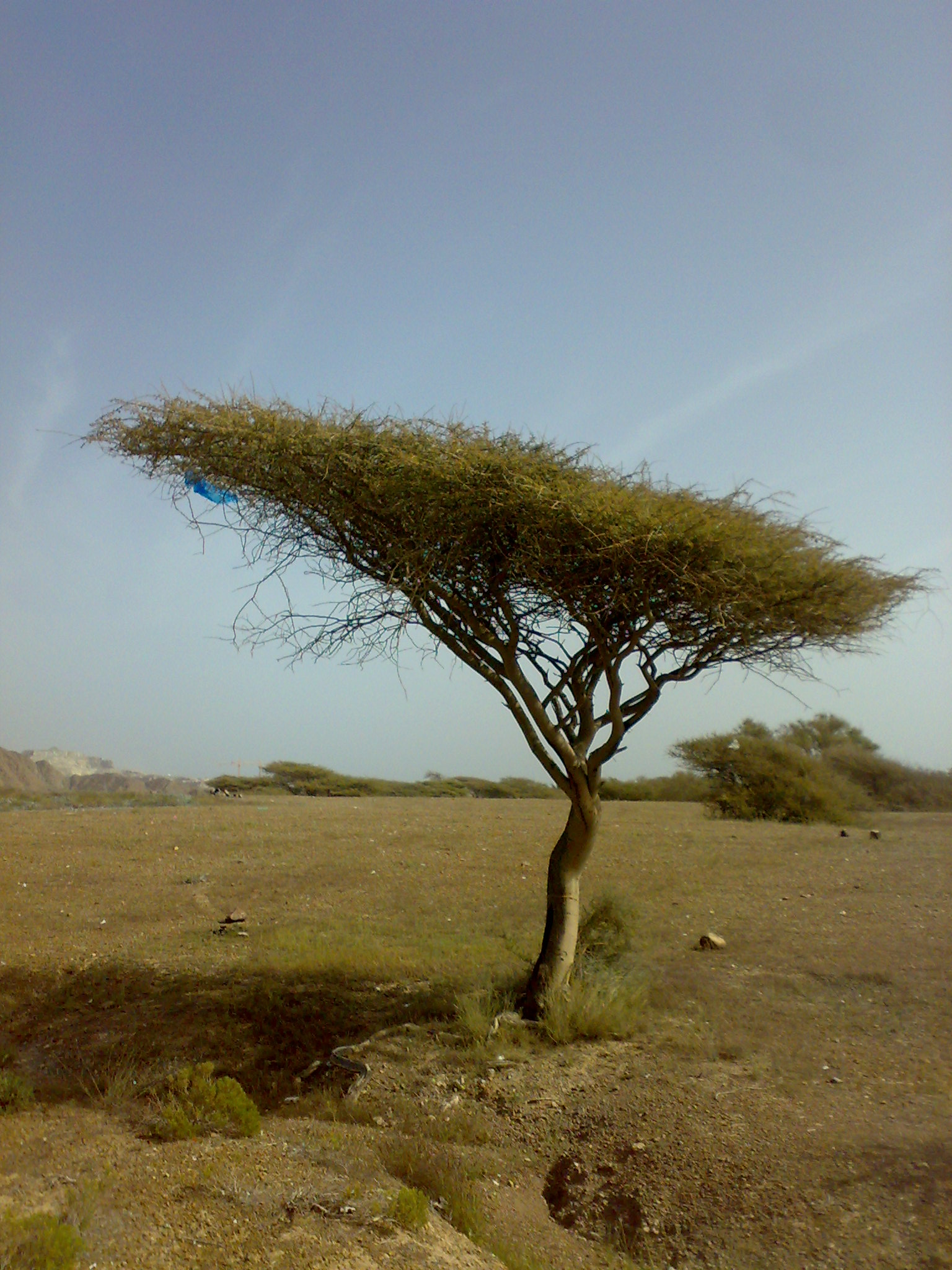
En su hábitat

## Descripción
Árbol espinoso, caducifolio y hermafrodita, como las demás especies del género en la región, de hasta 14 m de altura y de porte más o menos aparasolado. Tronco bien definido, recto o un poco tortuoso, de hasta un metro de diámetro, con corteza que se desprende en escamas alargadas. Ramas extendidas muy ramificadas. Espinas en parejas, rectas. Hojas alternas, bipinnadas. Inflorescencia axila en capítulos globosos., amarillos o blanco-amarillentos, solitarios o en pequeños grupos. Cáliz campanular. Corola tubular-campanular amarillenta. Estambres muy numerosos. El fruto es una legumbre alargada. Semillas pardo-negruzcas. Florece al final del verano y a veces también en invierno.

## Distribución y hábitat
La especie aparece aquí y allá por toda África y suroeste de Asia. Vive en llanuras, pendientes suaves y depresiones del terreno en zonas semidesérticas y desérticas de clima no muy extremo. En los macizos montañosos saharianos sube hasta los 2.000 m.

## Diversidad
- Acacia tortilis subsp. heteracantha (Burch.) Brenan 1957

Árbol de hasta 15 m de alto, con copa aplanada extensa. Ramitas jóvenes pubescentes. Pecíolos y ráquides de las hojas pubescentes. Vainas 4-9 mm de ancho, glabros o casi, y eglandulares. La subsp. heteracantha se presenta en el sur de Angola, Namibia, Botsuana, Zimbabue, Mozambique, Sudáfrica y Suazilandia. Ross (1979) refiere la presencia de intermedios ocasionales entre la subsp. heteracantha y la subsp. spirocarpa, pero hace notar que la gran mayoría de los especímenes pueden ser ubicados sin dificultades en una o en la otra subespecie.
- Acacia tortilis (Forssk.) Hayne subsp. raddiana (Savi) Brenan

Vive especialmente en el Sahara y el Sahel, desde el Atlántico hasta el Mediterráneo sureste y el Mar Rojo (Egipto, Sudán, Somalia, Kenia). En el norte de África puede llegar a ser tan abundante que forma bosques más o menos densos al sur del Anti-Atlas que cuando son muy claros configuran una característica sabana sahariana. En Túnez existe un histórico bosque de Acacia tortilis (Forssk.) Hayne subsp. raddiana (Savi) Brenan en Bou-Hedma, hoy Parque nacional, cuya vegetación asociada es de carácter típicamente mediterránea, no sahariana.
- Acacia tortilis subsp. spirocarpa (Hochst. ex A.Rich.) Brenan var. spirocarpa

Árbol de 2–21 m de altura, con copa aplastada extendida. Ramitas jóvenes con pubescencia densa. Pecíolos y ráquides de las hojas con pubescencia densa. Vainas 6–13 mm de ancho, densamente tomentelosas o pubescentes con pelos cortos dispersos o curvos, principalmente hasta 0,75 mm de largo; a veces son también presentes pelos más largos dispersos. Presencia de numerosas glándulas rojizo oscuras entre el pelo y visibles con lente de mano.
La subsp. spirocarpa var. spirocarpa está restringida al este de África, encontrándose en Sudán, Etiopía, Somalia, Uganda, Kenia, Tanzania, Malaui, Mozambique, Zimbabue y Botsuana. Sobre la presencia de la subsp. spirocarpa en Namibia/sudoeste de África, ver más adelante la var. crinita.
En general la var. spirocarpa es fácilmente reconocible y no es muy variable. Sin embargo, algunos especímenes en Kew, de Kenia y Tanzania, tienen vainas glandulares, pero con pelos muy dispersos, mostrando por lo tanto las mismas tendencias de la subsp. heteracantha. Además, algunas muestras de Kenia (Pratt s.n., Pratt K 559) son notables al tener vainas casi derechas, ni espiraladas ni retorcidas. Se requiere más información sobre esta variación.

- Acacia tortilis subsp. spirocarpa var. crinita Chiov. (1916)

Similar a la var. spirocarpa, pero las vainas más o menos revestidas densamente por pelos blanquecinos largos dispersos, de 0,75-3 mm de largo, aparte de pelos más cortos y glándulas.
La var. crinita ha sido hallada en Somalia, Kenia y Tanzania. Materia de la subsp. spirocarpa originario de Namibia/sudoeste de África puede posiblemente referirse también a la var. crinita (ver Ross, 1979).
Algunos especímenes en el Real Jardín Botánico de Kew, de la R. A. del Yemen (Wood 3090, 3134, 3248) son muy similares a la var. crinita con sus vainas con pelos densamente dispersos, pero las vainas carecen de glándulas. La evidencia es insuficiente como para tener una opinión segura, pero es posible que estas muestras sean de la subsp. tortilis mostrando sus pelos largos sobre las vainas similar a las de la var. crinita, y de allí, posiblemente, otra variedad más de la subsp. tortilis.
- Acacia tortilis subsp. tortilis[3]

## Toxicidad
Las especies del género Acacia pueden contener derivados de la dimetiltriptamina y glucósidos cianogénicos en las hojas, las semillas y la corteza, cuya ingestión puede suponer un riesgo para la salud.

## Taxonomía
Acacia tortilis fue descrita por (Forssk.) Hayne y publicado en Getreue Darstellung und Beschreibung der in der Arzneykunde Gebräuchlichen Gewächse 10: pl. 31. 1825.
Etimología
Ver: Acacia: Etimología
tortilis: epíteto latino que significa "con hojas retorcidas".
Variedades
- Acacia tortilis heteracantha (Burch.) Brenan
- Acacia tortilis raddiana (Savi) Brenan
- Acacia tortilis spirocarpa (A.Rich.) Brenan

Sinonimia
- Mimosa tortilis Forssk.[7]